# Enter (magazine)
Pour les articles homonymes, voir Enter.
Enter était un magazine informatique mensuel américain publié d'octobre 1983 à mai 1985 par Children's Television Workshop (CTW, plus tard renommé Sesame Workshop). L'objectif du magazine était centé sur l'univers des ordinateurs et des nouvelles technologies. Chaque numéro comprenait des programmes dans le langage informatique BASIC, que les lecteurs pouvaient saisir dans leurs ordinateurs personnels.